# Omar Kamal
Omar Kamal Sayed Abdel Wahed (El Cairo, 29 de septiembre de 1993) es un futbolista egipcio que juega en la demarcación de lateral derecho para el Al-Ahly de la Premier League de Egipto.

## Selección nacional
Es internacional con la selección de fútbol de Egipto.

## Clubes
| Club                 | País   | Año       |
| -------------------- | ------ | --------- |
| Ittihad El Shorta SC | Egipto | 2012-2017 |
| Al-Masry SC          | Egipto | 2017-2021 |
| Pyramids FC          | Egipto | 2018      |
| Zamalek SC           | Egipto | 2021      |
| Future FC            | Egipto | 2021-2024 |
| Al-Ahly              | Egipto | 2024-act. |